# Cornelis Pietersz Bega
Cornelis Pietersz Bega (Haarlem, 1630. november 15., 1631 vagy 1630-as évek – Haarlem, 1664. augusztus 27.) holland festő. A híres Adriaen van Ostade tanítványa volt. A parasztszobákat és azoknak kedélyes lakóit ábrázolta leggyakrabban. A holland festészet aranykorában alkotott.

## Élete
Haarlemben született, élt és dolgozott. Pieter Begijn szobrász és aranyműves fia. Anyja, Maria Cornelisdr, Cornelis van Haarlem (1562–1638) holland festő és szobrászművész házasságon kívüli lánya.
A Bega nevet maga vette fel festői pályája kezdetén. Mestere Adriaen van Ostade (1610–1685), akivel témaválasztásban hasonló: hasonló témájú zsánerjeleneteket készítettek, jellemzően néhány paraszt ábrázolásával, fantáziadús figurákat festettek, gyakran belső terekben.
1653 és 1654 között Dirk Helmbreker, Vincent van der Vinne és Guillam Dubois festőtársaival lóháton és hajón utazták be Németországot, Svájcot és Franciaországot. Az utazás részletei megjelennek Vincent van der Vinne feljegyzéseiben, melyek akkurátus képet adtak a meglátogatott városokról.
Első ismert műve 1652-es, s az 1654. évben felvették a Haarlemi Szent Lukács Céhbe. Tíz évvel később halt meg, egyes feljegyzések szerint a pestisjárványban. Halála után nagyapja, Cornelis van Haarlem sírjába temették.

## Fordítás
- Ez a szócikk részben vagy egészben  a   Cornelis Pietersz Bega című angol Wikipédia-szócikk ezen változatának fordításán alapul.  Az eredeti cikk szerkesztőit annak laptörténete sorolja fel. Ez a jelzés csupán a megfogalmazás eredetét és a szerzői jogokat jelzi, nem szolgál a cikkben szereplő információk forrásmegjelöléseként.